# 피치걸
《피치걸》(일본어: ピーチガール)은 우에다 미와의 만화 작품이다.

## 개요
코단샤 《별책 프렌드》 1997년 10월호부터 2004년 1월호까지 연재되었다. 단행본은 코단샤 코믹스 프렌드 B에서 전 18권이 발매되어, 총 발행 부수는 1400만 부를 넘었다. 1999년에는 제23회 코단샤 만화상에서 소녀 부문을 수상했다.

## 등장인물
아다치 모모
겉모습은 간구로 갸루이지만, 실은 순수하고 착한 여고생.
카시와기 사에
모모와는 대조적으로, 흰 피부에 화사하고 가냘픈 여고생.
오카야스 카이리
키가 큰 이케멘.
토지가모리 카즈야
모모의 동급생.
오오지 고로
모델.
오카야스 료
카이리의 형.
아키 미사오
보건실 선생님.

## 애니메이션
2005년 1월 8일부터 6월 25일까지 TV 도쿄 외에서 방송되었다.

### 스태프
- 원작 - 우에다 미와
- 감독 - 이시오도리 히로시
- 시리즈 구성 - 토키타 히로코
- 음악 - 타쿠미 마사노리
- 애니메이션 제작 - 스튜디오 코멧
- 제작 - TV 도쿄, 마블러스 엔터테인먼트

## 드라마
2001년 타이완 중화 텔레비전 공사에서 제작 된 타이완 드라마.

### 출연
- 아다치 모모(安達桃) - 오신군 역
- 카시와기 사에(柏木紗繪) - 고안여(중국어판) 역
- 토지카모리 카즈야(東寺森一矢) - 오극곤 역
- 오카야스 카이리(岡安浬) - 우젠하오 역
- 오오지 고로(大路吾郎) - 주군달(중국어판) 역
- OD - 어우딩싱(중국어판) 역
- 아키 미사오(安芸操) - 진효훤(중국어판) 역
- 모리카(森香) - 간패응(중국어판) 역

### 스태프
- 종합 프로듀서 - 시지병(중국어판), 푹가서(중국어판), 오지강
- 감독 - 정덕화, 가흠정
- 극본 - 시지병, 모훈용

### 주제가
- 오프닝 곡 - 왕리훙〈아이더주스니(愛的就是你)〉
- 엔딩 곡 - 류훙화〈워이란샹신니하이아이워(我依然相信你還愛我)〉

## 영화
2017년에 공개될 예정이다. 감독은 신토쿠 코지. 주연은 야마모토 미즈키와 이노오 케이.

### 캐스트
- 아다치 모모 - 야마모토 미즈키
- 오카야스 카이리 - 이노오 케이 (Hey! Say! JUMP)
- 도지 - 아라타 마켄유
- 카시와기 사에 - 나가노 메이
- 모토카리야 유이카
- 미카미 켄세이
- 마스 타케시
- 키쿠치 모모코
- 카사마츠 쇼
- 키쿠타 다이스케

### 스태프
- 원작 - 우에다 미와
- 각본 - 야마오카 준페이
- 감독 - 신토쿠 코지